# Kristian Johansson
Kristian Johansson, norveški smučarski skakalec, * 25. december 1909, Asker, Norveška, † 9. marec 1984, Oslo, Norveška. 
Johansson je osvojil naslov svetovnega prvaka na Svetovnem prvenstvu 1934 v Sollefteåju in naslov svetovnega podprvaka na Svetovnem prvenstvu 1929 v Zakopanah.